# 近江八幡市立桐原小学校
近江八幡市立桐原小学校（おうみはちまんしりつ きりはらしょうがっこう）は、滋賀県近江八幡市森尻町にある公立小学校。

## 沿革
- 1872年10月1日 - 仁化学校が開校。
- 1893年6月23日 - 桐原尋常小学校となる。
- 1954年5月29日 - 近江八幡市立桐原小学校となり現在に至る。
- 1984年4月1日 - 近江八幡市立桐原東小学校を分離